# Johannes von Hanstein
Johannes Ludwig Emil Robert von Hanstein (* 15. Mai 1822 in Potsdam; † 27. August 1880 in Bonn) war ein deutscher Botaniker. Sein offizielles botanisches Autorenkürzel lautet „Hanst.“

## Leben und Wirken
Von Hanstein war der dritte Sohn des Ludwig Hanstein (1772–1830), Oberprediger an der Nikolaikirche in Potsdam, und der älteste aus dessen dritter Ehe mit Emilie (geborene Sello, 1792–1870). Sein älterer Halbbruder Hermann von Hanstein (1809–1878), Schüler von Wilhelm Herbig an der Berliner Akademie, wurde Maler.
Hanstein besuchte zunächst die Bürgerschule in Potsdam. Als er 8 Jahre alt war, starb sein Vater und die Mutter zog mit den Kindern nach Berlin um. Hier wurde er, gemeinsam mit anderen Kindern, durch seinen ältesten Halbbruder, der damals Domcandidat war, unterrichtet. Ab 1834 ging er auf das Gymnasium zum grauen Kloster. Da er sehr kränklich war, und ihm die Studien schwer fielen, musste er die Schule im Herbst 1838 mit der Sekunda verlassen. Er absolvierte eine Ausbildung im Bereich der Gartenkunst, der mehrere Mitglieder der mütterlichen Familie angehörten. Er trat 1839 als Lehrling in die königlichen Gärten von Schloss Monbijou ein und war von 1840 bis 1844 in Berlin und in Potsdam in der Königlichen Landesbaumschule und Gärtner-Lehranstalt zu Schöneberg und Potsdam aktiv. Neben der dort erlernten praktischen Tätigkeit wandte er dem wissenschaftlichen Studium der Pflanzenwelt zu. Diese Ausbildung hatte einen positiven Effekt auf seine Gesundheit. Ausgestattet mit einer Berechtigung, die ihm mit dem Abgangszeugnis der Lehranstalt erteilt wurde, bezog von Hanstein im Herbst 1844 die Universität Berlin, um sich dem Studium der Naturwissenschaften, und insbesondere der Botanik, zu widmen. Es gelang ihm 1845 am Friedrichsgymnasium in Berlin die Abiturientenprüfung nachzuholen und am 15. Mai 1848 promovierte er mit seiner Dissertation Plantarum vascularium folia, caulis, radix utrum organa sint origine distincta, an eiusdem organi diversitae tantum partes an der Berliner philosophischen Fakultät.
1849 bestand er das wissenschaftliche Staatsexamen für das höhere Schulamt und wurde zunächst Hilfslehrer an der Dorotheenstädtischen Realschule, wurde 1851 ordentlicher Lehrer an der städtischen Gewerbeschule und 1859 Oberlehrer. Er habilitierte sich 1855 als Privatdozent für Botanik an der Universität Berlin. 1861 wurde er als Nachfolger von Johann Friedrich Klotzsch Kustos am königlichen Herbarium in Berlin. Dies ermöglichte es ihm seine Tätigkeit als Lehrer aufzugeben und sich den wissenschaftlichen Arbeiten zuzuwenden.
Für seine Forschungen erhielt von Hanstein Anregungen durch den Botaniker Alexander Braun, durch seinen Schwiegervater den Zoologen Christian Gottfried Ehrenberg und durch den Tierphysiologen Johannes Müller. Als durch den Tod Hermann Schachts im Jahr 1864 der botanische Lehrstuhl der Universität verwaist war, wurde von Hanstein 1865 zu dessen Nachfolger als Professor der Botanik an die Universität in Bonn berufen. Er begründete 1865 in den Räumen des Poppelsdorfer Schlosses das Botanische Institutes, einer der ältesten Lehr- und Forschungsstätten dieser Art in Preußen. Er galt als ein „moderner, exakter Naturforscher von allgemeiner naturwissenschaftlicher Bildung und vornehmer idealer Gesinnung.“ Er wurde Direktor des dortigen botanischen Gartens und des botanischen Instituts.
Von Hanstein plagte sich immer wieder mit schweren, langdauernden Erkrankungen, die seine Arbeit stark beeinträchtigten. Daher verbrachte er viel Zeit im Garten und erkennte schnell dessen Bedeutung für den botanischen Unterrichte. In ihm ließen sich Erkenntnisse ableiten, die auf Exkursionen in die Umgebung nicht in dieser Form möglich waren. Hier stand ihm seit 1871 der Garteninspektor Julius Bouché tatkräftig zur Seite. Zu seinem ersten Assistenten an dem neu gegründeten Institut ernannte er Ernst Pfitzer und nach dessen Wechsel 1872 nach Heidelberg wurde Johannes Reinke kurzzeitig bis 1873 dessen Nachfolger. Von Hanstein erwirkte die Schaffung eines Extraordinats für Pharmakognosie. Für diese neue Stelle konnte er Wilhelm Pfeffer gewinnen, der zuvor in Marburg wirkte. Kurz vor seinem Tod versuchte er vergeblich seine gesundheitlichen Probleme durch einen Aufenthalt während der Osterferien 1880 in San Remo zu kurieren. Von 1879 bis 1880 amtierte er als Rektor der Universität.
Von Hanstein war einer der Stiftungsmitglieder des Botanischen Vereins der Provinz Brandenburg.

## Familie
Im Jahr 1857 heiratete er Helene (geborene Ehrenberg, 1834–1890), eine Tochter des Zoologen Christian Gottfried Ehrenberg und dessen Frau Julie. Sie hatten drei Söhne:
- Adalbert von Hanstein (1861–1904), Dichter und Schriftsteller
- Otfrid von Hanstein (1869–1959), Schriftsteller

Von Hanstein wurde am 30. August 1880 auf dem Bonner Friedhof beigesetzt.

## Ehrungen (Auswahl)
- 2. November 1864: Gewähltes Mitglied der Leopoldina gewählt
- 1877: Ernennung zum Geheimen Regierungsrat
- Ehrentaxon: Die Pflanzengattung Hansteinia Oerst. der Pflanzenfamilie der Akanthusgewächse (Acanthaceae) ist nach ihm benannt worden.[6]

## Werke
Von Hanstein arbeitete vornehmlich auf dem Gebiet der mikroskopischen Anatomie und Morphologie der Pflanzen und erforschte die Keimesentwicklung von mono- und dikotylen Blütenpflanzen. Zudem verfasste er Arbeiten zur Befruchtung und Entwicklung der Farne und lieferte wichtige Arbeiten über Anatomie und Morphologie der Pflanzen und schrieb:
- Untersuchungen über den Bau und die Entwickelung der Baumrinde. Berlin 1853.
- Ueber den Zusammenhang der Blattstellung mit dem Bau des dicotylen Holzringes. Berlin 1858.
- Versuche über die Leitung des Saftes durch die Rinde. Berlin 1860.
- Die Milchsaftgefäße und die verwandten Organe der Rinde. Berlin 1864.
- Zur Entwickelungsgeschichte der Gattung Marsilia. 2 Bände, Berlin 1862 und 1864.
- Befruchtung und Entwickelung der Gattung Marsilia. Berlin 1865.
- Pilulariae globuliterae generatio cum Marsilia comparata. Bonn 1866.
- Übersicht des natürlichen Pflanzensystems. Bonn 1867.
- Über die Organe der Harz- und Schleimabsonderung in den Laubknospen. Botanische Zeitung 1868.
- Die Scheitelzellgruppe im Vegetationspunkt der Phanerogamen. Bonn 1869.
- Die Entwicklung des Keimes der Monokotylen und Dikotylen. 1870.
- Die Parthenogenesis der Caelebogyne Ilicifolia: Nach gemeinschaftlich mit Alexander Braun angestellten Beobachtungen mitgetheilt. Bonn 1877.
- Christian Gottfried Ehrenberg, ein Tagwerk auf dem Felde der Naturforschung. Bonn 1877.

Als Herausgeber:
- Abhandlungen aus dem Gebiet der Morphologie und Physiologie. 4 Bände, Marcus, Bonn 1871–1882 (Mit eigenen Beiträgen).